# 뉴질랜드의 정치

뉴질랜드 정치 체계 구조

뉴질랜드의 정치(마오리어: tōrangapū o Aotearoa)는 독립적인 단일제 의원내각제로 운영된다. 정부 체제는 웨스트민스터 체제에 기반하며, 법 체계는 영국의 보통법을 모델로 하고 있다. 뉴질랜드는 입헌군주제로, 찰스 3세 국왕이 군주이자 국가원수이며, 총리가 정부 수반 역할을 맡는다.
뉴질랜드 의회는 입법권을 가지며, 국왕과 뉴질랜드 하원으로 구성된다. 국왕이 부재 시에는 총독이 국왕을 대리한다. 의원(MP)은 하원에 유연한 임기로 선출되며, 3년마다 혼합 비례대표제(MMP)로 총선이 치러진다. 대부분의 의원은 정당에 소속되어 있으며, 뉴질랜드는 다당제 체제를 가지고 있으나, 역사적으로 주요 정당은 뉴질랜드 노동당과 뉴질랜드 국민당(혹은 그 전신들)이다. 소수 정부가 흔하며, 보통 하원 내 다른 정당들과의 신임·지원 협약에 의존한다.
뉴질랜드의 행정권은 “국왕이 통치하되, 정부가 다스린다”는 옛 영국식 정치 체제 원칙에 기반하고 있다. 국왕과 총독은 정부 과정의 필수적인 일부이지만, 정치적으로 중립을 유지하며 일상적인 통치에 직접 관여하지 않는다. 뉴질랜드 정부는 군주를 대신하여 그리고 그의 동의 하에 권력을 행사한다. 정부는 장관들로 구성되며, 이들은 의원 중에서 선출되어 의회에 책임을 진다. 대부분의 장관들은 내각에 속해 있으며, 내각은 정부의 주요 의사 결정 기구이다. 내각은 가장 고위 장관인 총리가 이끌며, 총리는 공식적으로 총독이 임명한다. 다른 장관들도 정부 수반의 조언에 따라 총독이 임명한다.
V-Dem 민주주의 지수에 따르면 뉴질랜드는 2023년 세계에서 여섯 번째로 높은 선거 민주주의 국가로 평가되었다. 또한 뉴질랜드는 정부 투명성에서 높은 순위를 차지하며, 2022년에는 세계에서 두 번째로 낮은 부패 인식도를 기록했다.